# McCracken (Kansas)
Pour les articles homonymes, voir McCracken.
McCracken est une ville américaine située dans le comté de Rush, au Kansas. Selon le recensement de 2010, sa population est de 152 habitants.